# Team Novo Nordisk/2025
Deze pagina geeft een overzicht van de Team Novo Nordisk-wielerploeg in 2025.

## Algemene gegevens
Teammanager: Vassili Davidenko
Ploegleiders: Daniel Holt, Sergey Lagutin, Gennady Mikhaylov, Massimo Podenzana
Fietsmerk: Argon 18
Kleding: Santic

## Renners
| Naam                    | Geboortedatum | Nationaliteit       | Ploeg 2024                    |
| ----------------------- | ------------- | ------------------- | ----------------------------- |
| Hamish Armitt           | 24-06-2002    | Verenigd Koninkrijk | Team Novo Nordisk Development |
| Hamish Beadle           | 02-04-1998    | Nieuw-Zeeland       |                               |
| Sam Brand               | 27-02-1991    | Verenigd Koninkrijk |                               |
| Jacopo Colladon         | 31-03-2003    | Italië              | Team Novo Nordisk Development |
| Lucas Dauge             | 28-12-1996    | Frankrijk           |                               |
| Quinten De Graeve       | 24-01-2000    | België              |                               |
| Declan Irvine           | 11-03-1999    | Australië           |                               |
| Matyáš Kopecký          | 19-01-2003    | Tsjechië            |                               |
| David Lozano            | 21-12-1988    | Spanje              |                               |
| Bailey McDonald         | 02-05-2003    | Australië           | Team BridgeLane               |
| Anton Muller            | 03-06-1998    | Frankrijk           | Team Novo Nordisk Development |
| Doriand Percrule        | 21-05-1999    | Frankrijk           |                               |
| Andrea Peron            | 28-10-1988    | Italië              |                               |
| Alessandro Perracchione | 9-02-2005     | Italië              |                               |
| Logan Phippen           | 10-05-1992    | Verenigde Staten    |                               |
| Antonio Polga           | 26-03-1999    | Italië              |                               |
| Umberto Poli            | 27-08-1996    | Italië              |                               |
| Filippo Ridolfo         | 08-11-2001    | Italië              |                               |
| Nathan Smith            | 27-08-2000    | Verenigd Koninkrijk |                               |
| Célestin Wattelle       | 15-05-2003    | Frankrijk           | Team Novo Nordisk Development |

### Vertrokken
| Naam            | Geboortedatum | Nationaliteit | Ploeg 2025                     |
| --------------- | ------------- | ------------- | ------------------------------ |
| Stephen Clancy  | 19-07-1992    | Ierland       | Gestopt                        |
| Gerd de Keijzer | 18-01-1994    | Nederland     | Gestopt                        |
| Jan Dunnewind   | 08-07-1998    | Nederland     | Gestopt                        |
| Péter Kusztor   | 17-12-1984    | Hongarije     | Epronex - Hungary Cycling Team |
| Charles Planet  | 30-10-1993    | Frankrijk     | Gestopt                        |

## Overwinningen
| Région Pays de la Loire Tour Jongerenklassement: Matyáš Kopecký Ronde van Estland Jongerenklassement: Matyáš Kopecký Kreiz Breizh Elites Jongerenklassement: Matyáš Kopecký |

Burgos-Burpellet-BH · Caja Rural-Seguros RGA · Equipo Kern Pharma · Euskaltel-Euskadi · Israel-Premier Tech · Lotto · Q36.5 Pro Cycling Team · Team Flanders-Baloise · Team Novo Nordisk · Team Polti VisitMalta · Toscana Factory Team Vini Fantini · TotalEnergies · Tudor Pro Cycling Team · Unibet Tietema Rockets · Uno-X Mobility · VF Group-Bardiani CSF-Faizanè · Wagner Bazin WB
2008 · 2009 · 2010 · 2011 · 2012 · 2013 · 2014 · 2015 · 2016 · 2017 · 2018 · 2019· 2020· 2021 · 2022 · 2023 · 2024 · 2025